# محیط خیس

محیط خیس  (به انگلیسی: wetted perimeter) محیط سطح مقطعی است که خیس است. این اصطلاح عموماً در مهندسی عمران و مهندسی محیط زیست به کار می‌رود.